# 팅후구

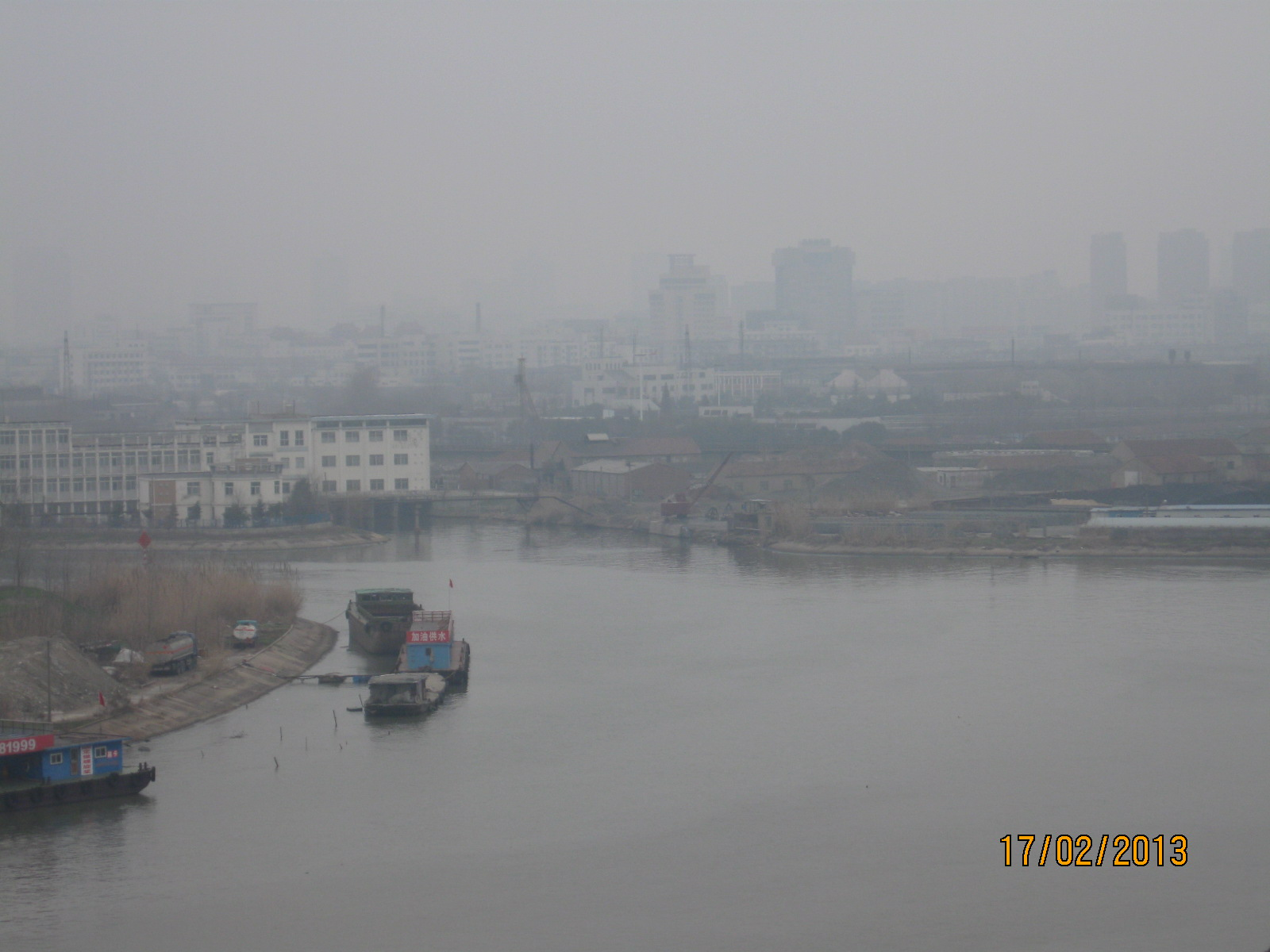

팅후구(한국어: 정호구, 중국어: 亭湖区, 병음: Tínghú Qū)는 중화인민공화국 장쑤성 옌청 시의 현급 행정구역이다. 넓이는 706km2이고, 인구는 2007년 기준으로 840,000명이다.

## 행정 구역
7개 가도, 9개 진을 관할한다.
- 가도: 五星街道, 文峰街道, 先锋街道, 毓龙街道, 大洋街道, 黄海街道, 新洋街道.
- 진: 南洋镇, 新兴镇, 永丰镇, 青墩镇, 步凤镇, 伍佑镇, 便仓镇, 盐东镇, 黄尖镇.